# Grand Prix Formule 1 van Frankrijk 2005
De Grand Prix Formule 1 van Frankrijk 2005 werd gehouden op 3 juli 2005 op het Circuit Magny-Cours in Magny-Cours.

## Testrijders op vrijdag
| Team                | Rijder            |
| ------------------- | ----------------- |
| McLaren - Mercedes  | Pedro de la Rosa  |
| Sauber - Petronas   | -                 |
| Red Bull - Cosworth | Vitantonio Liuzzi |
| Toyota              | Olivier Panis     |
| Jordan-Toyota       | Robert Doornbos   |
| Minardi - Cosworth  | -                 |

## Uitslag
| Positie | Nummer | Rijder               | Team                | Ronden | Tijd/Opgave | Startplaats | Punten |
| ------- | ------ | -------------------- | ------------------- | ------ | ----------- | ----------- | ------ |
| 1       | 5      | Fernando Alonso      | Renault             | 70     | 1:31:22.232 | 1           | 10     |
| 2       | 9      | Kimi Räikkönen       | McLaren - Mercedes  | 70     | +11.805     | 13          | 8      |
| 3       | 1      | Michael Schumacher   | Scuderia Ferrari    | 70     | +1:21.914   | 3           | 6      |
| 4       | 3      | Jenson Button        | BAR-Honda           | 69     | +1 Ronde    | 7           | 5      |
| 5       | 16     | Jarno Trulli         | Toyota              | 69     | +1 Ronde    | 2           | 4      |
| 6       | 6      | Giancarlo Fisichella | Renault             | 69     | +1 Ronde    | 6           | 3      |
| 7       | 17     | Ralf Schumacher      | Toyota              | 69     | +1 Ronde    | 11          | 2      |
| 8       | 11     | Jacques Villeneuve   | Sauber - Petronas   | 69     | +1 Ronde    | 10          | 1      |
| 9       | 2      | Rubens Barrichello   | Scuderia Ferrari    | 69     | +1 Ronde    | 5           |        |
| 10      | 14     | David Coulthard      | Red Bull Cosworth   | 69     | +1 Ronde    | 15          |        |
| 11      | 4      | Takuma Sato          | BAR-Honda           | 69     | +1 Ronde    | 4           |        |
| 12      | 7      | Mark Webber          | Williams-BMW        | 68     | +2 Rondes   | 12          |        |
| 13      | 18     | Tiago Monteiro       | Jordan-Toyota       | 67     | +3 Rondes   | 19          |        |
| 14      | 8      | Nick Heidfeld        | Williams-BMW        | 66     | +4 Rondes   | 14          |        |
| 15      | 19     | Narain Karthikeyan   | Jordan-Toyota       | 66     | +4 Rondes   | 17          |        |
| Ret     | 10     | Juan Pablo Montoya   | McLaren - Mercedes  | 46     | Motor       | 8           |        |
| Ret     | 21     | Christijan Albers    | Minardi - Cosworth  | 37     | Lekke band  | 20          |        |
| Ret     | 20     | Patrick Friesacher   | Minardi - Cosworth  | 33     | Lekke band  | 18          |        |
| Ret     | 12     | Felipe Massa         | Sauber - Petronas   | 30     | Hydrauliek  | 9           |        |
| Ret     | 15     | Christian Klien      | Red Bull - Cosworth | 1      | Benzinedruk | 16          |        |

## Wetenswaardigheden
- Kimi Räikkönen kreeg 10 plaatsen straf op de grid na een motorwissel op vrijdag.

## Standen na de Grand Prix

### Coureurs
| Positie | Nummer | Rijder             | Team             | Punten |
| ------- | ------ | ------------------ | ---------------- | ------ |
| 1       | 5      | Fernando Alonso    | Renault          | 69     |
| 2       | 9      | Kimi Räikkönen     | McLaren          | 45     |
| 3       | 1      | Michael Schumacher | Scuderia Ferrari | 40     |
| 4       | 16     | Jarno Trulli       | Toyota           | 31     |
| 5       | 2      | Rubens Barrichello | Scuderia Ferrari | 29     |

### Constructeurs
| Positie | Nummers | Team             | Rijders                               | Punten |
| ------- | ------- | ---------------- | ------------------------------------- | ------ |
| 1       | 5 6     | Renault          | Fernando Alonso Giancarlo Fisichella  | 89     |
| 2       | 9 10    | McLaren          | Kimi Räikkönen Juan Pablo Montoya     | 73     |
| 3       | 1 2     | Scuderia Ferrari | Michael Schumacher Rubens Barrichello | 69     |
| 4       | 16 17   | Toyota           | Jarno Trulli Ralf Schumacher          | 55     |
| 5       | 7 8     | Williams         | Mark Webber Nick Heidfeld             | 47     |

## Statistieken
| Snelste ronde | Kimi Räikkönen | McLaren - Mercedes | 1:16.423 |

## Noot
- Dit was de tiende Grand Prix-start voor een Indiase coureur.

1906 · 1907 · 1908 · 1912 · 1913 · 1914 · 1921 · 1922 · 1923 · 1924 · 1925 · 1926 · 1927 · 1928 · 1929 · 1930 · 1931 · 1932 · 1933 · 1934 · 1935 · 1936 · 1937 · 1938 · 1939 · 1947 · 1948 · 1949 · 1950 · 1951 · 1952 · 1953 · 1954 · 1956 · 1957 · 1958 · 1959 · 1960 · 1961 · 1962 · 1963 · 1964 · 1965 · 1966 · 1967 · 1968 · 1969 · 1970 · 1971 · 1972 · 1973 · 1974 · 1975 · 1976 · 1977 · 1978 · 1979 · 1980 · 1981 · 1982 · 1983 · 1984 · 1985 · 1986 · 1987 · 1988 · 1989 · 1990 · 1991 · 1992 · 1993 · 1994 · 1995 · 1996 · 1997 · 1998 · 1999 · 2000 · 2001 · 2002 · 2003 · 2004 · 2005 · 2006 · 2007 · 2008 · 2018 · 2019 · 2021 · 2022